# ファールス地方のサーサーン朝考古景観
ファールス地方のサーサーン朝考古景観（ファールスちほうのサーサーンちょうこうこけいかん）は、イランの世界遺産の一つである。ファールスに残るサーサーン朝の遺跡のうち、成立・勃興期に当たる3世紀と、末期に当たる7世紀頃の計8件の考古遺跡を対象としている。

## 構成資産
8件の構成資産は、イランの地方行政区画上はファールス州のフィールーズアーバード郡、カーゼルーン郡、サルヴェスターン郡に属し、フィールーズアーバード（5件）、ビーシャープール（3件）、サルヴェスターン（1件）の3か所に大別されている。まず、基本データを示すと以下の通りである。
| 画像 | ID       | 構成資産名（日本語・英語）                                                                                          | 登録面積（ha） | 緩衝地帯（ha） |
| ---- | -------- | --- | -------------- | -------------- |
|      | 1568-001 | フィールーズアーバード : ドフタル城（ガルエ・ドフタル）（乙女の城） Firuzabad : Qaleh Dokhtar                       | 71.2           | 4,694          |
|      | 1568-002 | フィールーズアーバード : 王権の象徴を授与されるアルダシール1世のレリーフ Firuzabad : Ardashir investiture Relief    | 0.7            | 4,694          |
|      | 1568-003 | フィールーズアーバード : アルタバノス4世に勝ったアルダシール1世のレリーフ Firuzabad: The Victory Relief of Ardashir | 0.5            | 4,694          |
|      | 1568-004 | フィールーズアーバード : シャフレ・グール（アルダシールフルラ） Firuzabad: Ardashir Khurreh                         | 314            | 4,694          |
|      | 1568-005 | フィールーズアーバード : アルダシール1世宮殿 Firuzabad: Ardashir Palace                                             | 5.9            | 4,694          |
|      | 1568-006 | ビーシャープール : ビーシャープール（古代の都市） Bishapur : The city of Bishapur and its related components        | 194            | 7,480          |
|      | 1568-007 | ビーシャープール : シャープール洞窟 Bishapur: Shapur cave                                                           | 28             | 7,480          |
|      | 1568-008 | サルヴェスターン : サルヴェスターンのサーサーン朝時代の宮殿 Sarvestan: Sarvestan Monument                           | 25             | 541            |

### フィールーズアーバード
フィールーズアーバードは、シーラーズの南方に位置する町。フィールーザーバード、フィルーザーバード、フィルザーバードなどとも表記される。サーサーン朝初代の王であるアルダシール1世（在位224年 - 243年）が首都としていたことがあり、彼が建てた建造物群が残る。5件の構成資産は、いずれも戦略的な要地だった Tang-i Ab渓谷周辺に位置する。
ドフタル城（ガルエ・ドフタル）（乙女の城）は209年に渓谷北端にあたる断崖の上に築かれた城塞で、サーサーン朝建国前のアルダシールがパルティアとの戦いを目的に建てたものである。
王権の象徴を授与されるアルダシール1世のレリーフは、サーサーン朝の国教とされたゾロアスター教の神アフラ・マズダーから、王権の象徴を授けられる場面が描かれている。このレリーフは渓谷の右岸に刻まれており、7m x 3.7mの大きさである。なお、同様のモチーフを描いたレリーフはナクシェ・ロスタムとナクシェ・ラジャブにも見られる。
アルタバノス4世に勝ったアルダシール1世のレリーフは、アルダシール1世がパルティア最後の王アルタバノス4世を破った際の戦勝記念碑である。渓谷南端に位置するそのレリーフのサイズは幅18m、高さ4mで、現存するレリーフとしてはイラン最大である。
シャフレ・グール（アルダシールフルラ）はアルダシール1世が築いた円形都市で、現在のフィールーズアーバード市からは3km離れている。直径は1950mで、イランでは最初の円形都市とされる。中心部には行政や祭祀に関する建物があり、アルダシール1世が使った火の寺院と推測されている遺構も残る。
アルダシール1世宮殿は、サーサーン朝の王権を樹立した後に建てられた宮殿のため、堅固な防壁は備えていない。

### ビーシャープール
ビーシャープール（古代の都市）は、アルダシール1世の後を継ぎ、サーサーン朝の拡大・強化に貢献したシャープール1世（在位243年 - 273年）にちなんだ名前の都市で、その遺跡はカーゼルーン近郊にある。「サーサーン朝の栄光と偉大さを物語る最も重要な史跡」ともいわれる都市遺跡には、エデッサの戦いに勝利し、ローマ皇帝ウァレリアヌスを捕虜にした後に築かれたウァレリアヌス宮殿や、ゾロアスター教の水の女神アナーヒターを祀る寺院などが残る。ウァレリアヌス宮殿には、捕虜のウァレリアヌスが幽閉されていたという説もある。5万人以上の人口を擁していた時期もあり、サーサーン朝滅亡後も、10世紀後半までは存続していたらしい。
シャープール洞窟はビーシャープールから6 kmに位置する洞窟で、標高800mの高さに位置する入り口に巨大なシャープール1世の立像があるため、シャープール洞窟と呼ばれる。その高さは6.7m、重さは30トンあると言われる。

### サルヴェスターン
都市サルヴェスターンの南10km前後に残る宮殿の遺跡が、サルヴェスターン郡唯一の構成資産である。
そのサルヴェスターンのサーサーン朝時代の宮殿は、5世紀前半の王バハラーム5世（バハラームグール）が建てたとも言われるが、放射性炭素年代測定で資料から測定される年代は7世紀後半から9世紀までのものである。ゆえにサーサーン朝末期の建造物であり、王朝滅亡後もしばらく利用されていたらしい。機能としては王宮と信じられていたが、考古学的知見を基に「火の寺院」だった可能性も指摘されている。

## 登録経緯
この資産は、もともとフィールーズアーバード単独で世界遺産の暫定リストに記載されていた。その記載は1997年5月20日のことで、その時点の名称は「フィールーズアーバードの遺跡群」(Firuzabad Ensemble) だった。2007年8月9日に、ビーシャプールおよびサルヴェスターンを含めて再構成し、「ファールス州のサーサーン朝歴史都市群（ビーシャープール、フィールーズアーバード、サルヴェスターン）」(The Ensemble of Historical Sassanian Cities in Fars Province (Bishabpur, Firouzabad, Sarvestan)) として記載し直した。その正式な推薦は2017年1月30日のことだった。2017年9月25日から30日に、世界遺産委員会の諮問機関である国際記念物遺跡会議(ICOMOS) はレバノン人の専門家を送って現地調査をし、翌春に勧告を出した。
イラン当局は比較研究として、すでにイランの世界遺産として登録されているペルセポリスとパサルガダエ、さらにハトラ（イラクの世界遺産）や他の世界遺産になっていない遺跡を引き合いに出し、その顕著な普遍的価値を示したものの、ICOMOSの勧告書では価値の証明が不十分とされた。ICOMOSは、サーサーン朝勃興期であるアルダシール1世とシャープール1世の時代（224年-273年）に絞れば顕著な普遍的価値を認められる可能性があるとして、その時代に関わらないサルヴェスターンの遺跡を除外するなどの再考を求め、「登録延期」を勧告した。
しかし、第42回世界遺産委員会（2018年）の審議では、委員国からサルヴェスターンも含めた8件すべての登録を支持する意見が相次ぎ、当初情報照会決議を推していたノルウェーも翻意し、登録を支持した。ICOMOSは、適用が検討されていた登録基準のうち、(2), (3), (5)のいずれも構成資産の全てに該当するわけではないとし、特に(3), (5)に関しては、範囲外にも該当する物件が含まれる可能性を示した。その結果、将来的な範囲拡大の検討が付帯的に勧告される形で、登録が認められた。イランの世界遺産としては23件目（文化遺産としては22件目）、イランはこの時点で10年連続で世界遺産を増やす形になった。ファールス州の世界遺産としては、ペルセポリス、パサルガダエ、エラム庭園（ペルシア式庭園の構成資産）に続いて4件目となった。

### 登録名
この物件の正式登録名は英語: Sassanid Archaeological Landscape of Fars Region、Paysage archéologique sassanide de la région du Farsである。その日本語訳は、以下のように若干の揺れがある。
- ファールス地方のサーサーン朝考古景観 - 在東京イラン・イスラム共和国大使館文化参事室[5]ほか[21]
- ファールス地域のササン朝考古景観 - プレック研究所[17]ほか[22]
- ファールス地方にあるササン朝の考古学的景観 - 世界遺産検定事務局[23]
- ファールス地方のササン朝の考古学的景観 - 『今がわかる時代がわかる世界地図』[24]
- ファールス地域のサーサーン朝の考古学景観 - 古田陽久[25]

## 登録基準
この世界遺産は世界遺産登録基準のうち、以下の条件を満たし、登録された（以下の基準は世界遺産センター公表の登録基準からの翻訳、引用である）。
- (2) ある期間を通じてまたはある文化圏において、建築、技術、記念碑的芸術、都市計画、景観デザインの発展に関し、人類の価値の重要な交流を示すもの。
  - 世界遺産委員会はこの基準の適用理由について、「サーサーン朝の建築的ランドスケープは、アケメネス朝やパルティアの文化的・宗教的伝統および建築的・芸術的アプローチの影響を受けている」[26]等とした。

- (3) 現存するまたは消滅した文化的伝統または文明の、唯一のまたは少なくとも稀な証拠。
  - 世界遺産委員会はこの基準については、「サーサーン朝の建築的ランドスケープは、建築様式・技術の創出・革新の傑出した証拠を備えている」[26]等とした。

- (5) ある文化（または複数の文化）を代表する伝統的集落、あるいは陸上ないし海上利用の際立った例。もしくは特に不可逆的な変化の中で存続が危ぶまれている人と環境の関わりあいの際立った例。
  - 世界遺産委員会はこの基準については、「サーサーン朝の建築的ランドスケープは、サーサーン朝文明の文化的景観の創出だけでなく、土地利用の有効なシステムと、自然地形の利用の完璧な例を代表する」[26]等とした。ただし、上記の通り、将来的な拡大も織り込んだ適用であって、2018年の登録時点ではこの資産は文化的景観とは位置づけられていない[27]。